# Élargissement de la zone euro
- États membres de la zone euro : 20 pays (Allemagne, Autriche, Belgique, Chypre, Croatie, Espagne, Estonie, Finlande, France, Grèce, Irlande, Italie, Lettonie, Lituanie, Luxembourg, Malte, Pays-Bas, Portugal, Slovaquie, Slovénie)
- Micro-États non membres de l'UE utilisant l'euro avec l'accord de l'UE : 4 pays (Andorre, Monaco, Saint-Marin et Vatican)
- États non membres de l'UE qui ont adopté l'euro unilatéralement : 2 pays (Kosovo et Monténégro)
- États membres de l'Union européenne (UE) qui ont rejoint le MCE II : 1 pays (Bulgarie)
- État membre de l'UE faisant partie du MCE II mais qui est exempté de l'obligation de rejoindre la zone euro (Danemark).
- États membres de l'UE qui ont l'obligation  de rejoindre la zone euro : 5 pays (Hongrie, Pologne, Roumanie, Suède et Tchéquie)

L'élargissement de la zone euro est le processus d'adhésion de nouveaux États membres de l'Union européenne à la zone euro. Tous les États membres, à l'exception du Danemark qui bénéficie d'une option de retrait, se sont engagés à adopter l'euro comme monnaie unique lorsqu'ils rempliront les critères de convergence.
Onze pays membres de l'Union européenne étaient membres de la zone euro lors de sa création en 1999. La Grèce a rejoint la zone en 2001, juste avant que les pièces et billets en euro ne soient mis en circulation. La Slovénie a rejoint la zone euro en 2007, Chypre et Malte en 2008, la Slovaquie en 2009, l'Estonie en 2011, la Lettonie en 2014, la Lituanie en 2015 puis la Croatie en 2023.

## Critères d'adhésion
Afin de rejoindre la zone euro officiellement, un pays doit tout d'abord être membre de l'Union européenne, puis doit satisfaire certains critères économiques, dont l'entrée dans le MCE II, qui fixe le taux de change de la monnaie nationale du pays candidat contre l'euro, en respectant une plage de ±15 %.
Les micro-États européens non-membres de l'Union européenne qui ont signé des accords monétaires avec celle-ci ne sont autorisés qu'à utiliser l'euro et à frapper un nombre limité de pièces de monnaie, ils ne sont donc pas soumis aux critères de convergence car ils ne participent nullement aux décisions de la BCE concernant l'euro. Il s'agit de Monaco, Saint-Marin, le Vatican et depuis 2013 l'Andorre.
En 2009, le Fonds monétaire international (FMI) a suggéré que les pays candidats devraient pouvoir adopter l'euro partiellement, ce qui leur permettrait d'utiliser l'euro sans toutefois obtenir un siège à la Banque centrale européenne (BCE).

## Histoire de l'élargissement

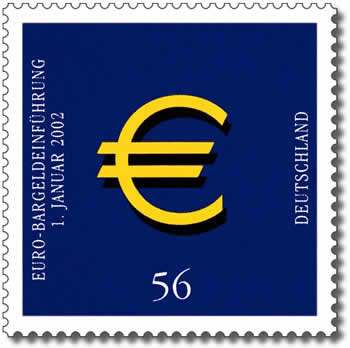
Timbre allemand célébrant l'introduction de l'euro.

Le premier élargissement s'est fait avec la Grèce le 1er janvier 2001, avant que l'euro n'entre réellement en circulation en 2002 mais après sa création officielle en 1999. La Slovénie a ensuite rejoint la zone euro le 1er janvier 2007, puis Chypre et Malte le 1er janvier 2008, la Slovaquie le 1er janvier 2009, l'Estonie le 1er janvier 2011, la Lettonie le 1er janvier 2014, la Lituanie le 1er janvier 2015 et la Croatie le 1er janvier 2023. La Bulgarie adoptera l'euro le 1er janvier 2026
Les États ayant rejoint l'UE après 1992 sont tous obligés d'adopter l'euro, selon les termes de leurs traités d'adhésion. Cependant, en septembre 2011, la Bulgarie, la Tchéquie, la Hongrie, la Lettonie, la Lituanie, la Pologne et la Roumanie préviennent qu'ils pensaient que la zone euro était une union monétaire et qu'elle pourrait bien finir en une union très différente et plus rapprochée entraînant une convergence fiscale, économique et politique. « Tous les sept pays sont d'accord sur le fait qu'un changement juridique de la zone euro pourrait modifier les conditions de leurs traités d'adhésion », qui les « forceraient à organiser de nouveaux référendums » sur l'adoption de l'euro, selon une source diplomatique, proche de l'AFP. La Croatie annonce fin 2017 sa ferme volonté de rejoindre la zone euro d'ici 2025.

## Membres du MCE II
Excepté le Danemark, qui a obtenu des opting-out sous le traité de Maastricht, tous les autres membres de l'UE sont légalement obligés de rejoindre la zone euro. Les membres suivants ont accédé au MCE II, dans lequel ils doivent rester au minimum deux ans avant de pouvoir adopter l'euro.

### Danemark
Le Danemark a rattaché sa couronne (DKK) à l'euro (1 € = 7,460 38 DKK ± 2,25 %) et la couronne demeure dans le MCE. En décembre 1992, le Danemark a négocié un certain nombre d'opting-out vis-à-vis du traité de Maastricht via l'accord d'Edimburgh, qui incluait la non-adoption de l'euro comme monnaie unique. Cet accord était une réponse au rejet préalable du traité de Maastricht par les Danois lors d'un référendum, plus tôt cette même année. Après l'accord d'Édimbourg, le traité fut finalement ratifié après un référendum ultérieur tenu en 1993. Le 28 septembre 2000, un nouveau référendum a eu lieu au Danemark pour l'adoption de l'euro. Le non l'emporta avec 53,2 %.
Le 22 novembre 2007, le tout nouveau gouvernement réélu déclara son intention d'organiser un nouveau référendum sur l'abolition des opting-out accordées au Danemark en 1992, aux alentours de 2011. Plusieurs sondages ont été publiés chaque année, en 2008 et en 2009. Ces sondages montrent que le plus souvent, mais pas toujours, les Danois seraient favorable à l'euro.
La crise économique a aussi ouvert un autre débat : les îles Féroé, un territoire danois autonome en dehors de l'UE, déclare vouloir adopter l'euro, comme d'autres pays ne faisant pas partie de l'UE. Ceci va au contraire de leur première volonté qui était de garder leur monnaie actuelle, même si le Danemark adoptait l'euro,,.

### Bulgarie
Le lev bulgare fait partie du MCE II et est rattaché à l'euro depuis le lancement du MCE II (1 EUR = 1,955 83 BGN). Le lev bulgare était déjà indexé sur un pied d'égalité avec le Deutschmark auparavant. Par conséquent, la Bulgarie a déjà rempli la quasi-totalité des critères d'adhésion à l'UEM et doit, depuis 2009, satisfaire les critères d'adhésion du traité de Maastricht pour rejoindre la zone euro en 2024.
La caisse d'émission qui rattache l'euro à la Bulgarie a été vue comme bénéfique en permettant à celle-ci de satisfaire les critères de l'UEM très tôt. Mais la BCE a fait pression sur la Bulgarie pour quitter l'UEM, car cette première ne saurait pas comment faire entrer un pays de l'UEM dans la zone euro. Le premier ministre déclara que son pays désirait rester lié à la caisse d'émission tant que l'euro ne sera pas adopté. Cependant, des facteurs tels qu'une forte inflation, un taux de change irréaliste[évasif] contre l'euro et la faible productivité du pays sont affectés négativement par ce système.
La Bulgarie espérait devenir membre du MCE II en novembre 2009, mais cette date a été repoussée. Le 22 décembre 2009, le ministre des finances bulgare Siméon Djankov déclare que le pays rejoindra le MCE II en mars 2010, mais en raison d'un trop haut déficit budgétaire, la Bulgarie n'a pas pu rejoindre le MCE II en 2010.
La Bulgarie rejoint le mécanisme de taux de change européen le 10 juillet 2020, ce qui rend possible son intégration à la zone euro à partir de juillet 2022, si les critères de convergences sont respectés.
En 2025, la Bulgarie satisfait tous les critères de convergences.
Le 4 juin 2025, la Banque centrale européenne et la Commission européenne donnent leur feu vert pour l'adhésion de la Bulgarie à la zone euro le 1er janvier 2026, accord confirmé par les ministres des finances de l’Union européenne en juillet 2025.

## États obligés à rejoindre la zone euro

### Hongrie
La Hongrie avait initialement prévu d'adopter l'euro le 1er janvier 2010. Mais la plupart des études financières, comme celles de Standard & Poor's et de Fitch Ratings, indiquaient que la Hongrie ne pourrait pas adopter la monnaie unique à cette date, en raison d'un déficit budgétaire trop élevé, qui en 2006 excédait de 10 % du PIB. Ce déficit est tombé sous la barre des 5 % du PIB en 2007, et en dessous des 3,8 % en 2008.

### Pologne
La Pologne doit, selon le traité d'Athènes rejoindre la zone euro. Elle ne pourra cependant pas satisfaire les critères requis pour adopter l'euro avant plusieurs années. Le złoty ne fait pas partie du MCE II (être membre du MCE II constituant un critère pour adopter l'euro).
Le ministre des Finances Dominik Radziwill a déclaré le 10 juillet 2009 que la Pologne pourrait rejoindre la zone euro en 2014, en remplissant les critères d'adhésion en 2012. En 2010, la crise de la dette de la zone euro engendra un manque d'intérêt de la part des Polonais, avec plus de la moitié de la population opposée à l'euro. Cependant, en décembre 2011, le ministre des Affaires étrangères polonais Radosław Sikorski déclare que la Pologne pourrait rejoindre la zone euro avant 2016 si et seulement si « la zone euro était réformée et bénéfique à la Pologne ».

### Tchéquie
La Tchéquie doit, selon le traité d'Athènes, adopter l'euro, même si cela n'est pas prévu pour tout de suite. La couronne tchèque ne fait pas partie du MCE II. Depuis son entrée dans l'UE en 2004, la Tchéquie a adopté une politique fiscale et monétaire proche de celle de l'Union européenne. Actuellement, le plus gros problème qui empêcherait la Tchéquie de rejoindre la zone euro est son vaste déficit budgétaire.
Fin 2010, un débat fit surface sur le fait que la Tchéquie pourrait négocier un opting-out pour ne pas rejoindre la zone euro. Ce débat fut alimenté en partie par le président tchèque eurosceptique Václav Klaus. Le premier ministre tchèque Petr Nečas déclara plus tard[Quand ?] qu'aucune négociation n'était nécessaire car la Tchéquie ne peut être forcée à intégrer le MCE II. Par conséquent, la Tchéquie choisira elle-même quand ses critères d'adhésion à l'euro seront remplis, ce qui se rapproche de très près la situation de la Suède. Petr Nečas a aussi déclaré qu'aucune adoption de l'euro n'aura lieu sous son gouvernement, qui a pris fin en 2013.

### Roumanie
La Roumanie a programmé de remplacer sa monnaie, le leu roumain, par l'euro, dès qu'elle aura rempli les critères de convergence. Selon le gouvernement roumain, la Roumanie ne sera pas capable de rejoindre le MCE II avant 2024.

### Suède
Selon le traité d'adhésion de 1994 de la Suède à l'Union européenne approuvé par référendum (52 % de la population en faveur du traité), la Suède est obligée de rejoindre la zone euro, si elle remplit les critères de convergence. Cependant, 56 % des Suédois ont voté contre l'adoption de l'euro lors d'un deuxième référendum le 14 septembre 2003. Le gouvernement suédois a fait valoir qu'il était légal de rester en dehors de la zone euro tant que tous les critères ne sont pas remplis. En choisissant tout simplement de ne pas faire partie du MCE II, la Suède ne remplit pas ces critères. Le gouvernement suédois a donc mis en place une sorte d'échappatoire informel pour ne pas rejoindre la zone euro. La plupart des partis politiques suédois continuent de croire qu'il serait dans l'intérêt de la Suède d'adopter l'euro, mais tous les partis se sont engagés à respecter le résultat du référendum et aucun ne soulève la question de contester ce référendum pour l'instant.
Les partis politiques sont d'accord sur le fait que la Suède ne rejoindra pas la zone euro avant un nouveau référendum. Le premier ministre Fredrik Reinfeldt déclara en décembre 2007 qu'il n'y aura pas de nouveau référendum tant que le « non » sera majoritaire dans les sondages. Les sondages sont restés plutôt stables, avec une grosse préférence pour le « non », sauf dans certains sondages de 2009 où le « oui » l'emportait. En 2010, les sondages indiquent clairement le refus des Suédois à adopter l'euro.

## États ayant obtenu une option de retrait pour ne pas rejoindre la zone euro

### Danemark
Le Danemark n'est pas obligé de rejoindre la zone euro mais est cependant membre du MCE II.

## En dehors de l'UE

### Royaume-Uni
La monnaie du Royaume-Uni est actuellement la livre sterling. Le pays avait obtenu une option de retrait lorsqu’il était membre de l’Union européenne afin de ne pas rejoindre la zone euro qui ne pouvait être levée que sur sa demande.
L'euro est toutefois la monnaie officielle des territoires britanniques d'Akrotiri et Dhekelia (situés dans l'île de Chypre) depuis le 1er janvier 2008 car les accords relatifs à l'indépendance de Chypre prévoyaient que la monnaie chypriote aurait seule cours légal dans les zones demeurant sous souveraineté britannique. Il n'y a toutefois ni émission de pièces ou de billet en euros « britanniques » par la Banque d'Angleterre ou par la Banque centrale européenne. De facto, le régime de ces territoires est proche de celui que l'Andorre avait vis-à-vis de l'euro avant la signature d'accord avec l'Union européenne le 30 juin 2011.
La mise en œuvre formelle du processus de brexit implique, à son terme, toute renonciation définitive à l'utilisation de l'euro hormis pour les zones britanniques de Chypre pour lesquelles le protocole d'adhésion de Chypre à l'Union européenne continuera à s'appliquer.
L'euro sera toutefois accepté au Royaume-Uni, comme cela est le cas pour certaines devises étrangères, dans un but commercial par les opérateurs privés qui le souhaitent[réf. nécessaire].

### Islande
En raison d'une instabilité importante du cours la couronne islandaise, des débats sont apparus sur la possibilité pour l'Islande d'adopter l'euro. Cependant, selon Jürgen Stark, un membre du conseil d'administration de la Banque centrale européenne, « l'Islande ne pourra pas adopter l'euro avant de devenir membre de l'UE ». La procédure d'adhésion de l'Islande à l'Union européenne a officiellement commencé, mais l'Islande rétractait et gelait sa candidature peu après.
L'Islande a toutefois des problèmes avec les critères de convergence. Sur la période 2008-2009, l'inflation était de 10-15 %, le déficit budgétaire de 6,9 % du PIB et la dette publique représentait 400 % du PIB. Sur la période 2010-2012, l'Islande a fait des efforts : l'inflation s'est ralentie mais la dette publique reste un problème.

### Nouvelle-Calédonie, Polynésie française et Wallis-et-Futuna
Les territoires d'outre-mer français Wallis-et-Futuna et la Polynésie française se sont déclarés favorables à rejoindre la zone euro, en remplaçant le franc CFP par l'euro. Cependant, la Nouvelle-Calédonie n'a pas encore pris sa décision. Le gouvernement français a exigé que ces trois territoires se déclarent en faveur de l'adoption de l'euro. Si les trois entités se mettent d'accord en faveur de l'adoption de l'euro, le gouvernement français fera une demande en leur nom au Conseil européen et le passage à l'euro aura lieu quelques années plus tard.

### Adoption unilatérale
Le Monténégro et le Kosovo ont décidé d'adopter unilatéralement l'euro sans qu'ils fassent partie de l'Union européenne. La Bosnie-et-Herzégovine a choisi de garantir le taux de change de son mark par rapport à l'euro, ce qu'a également fait la Macédoine du Nord avec son denar.

## Résumé du processus d'adoption

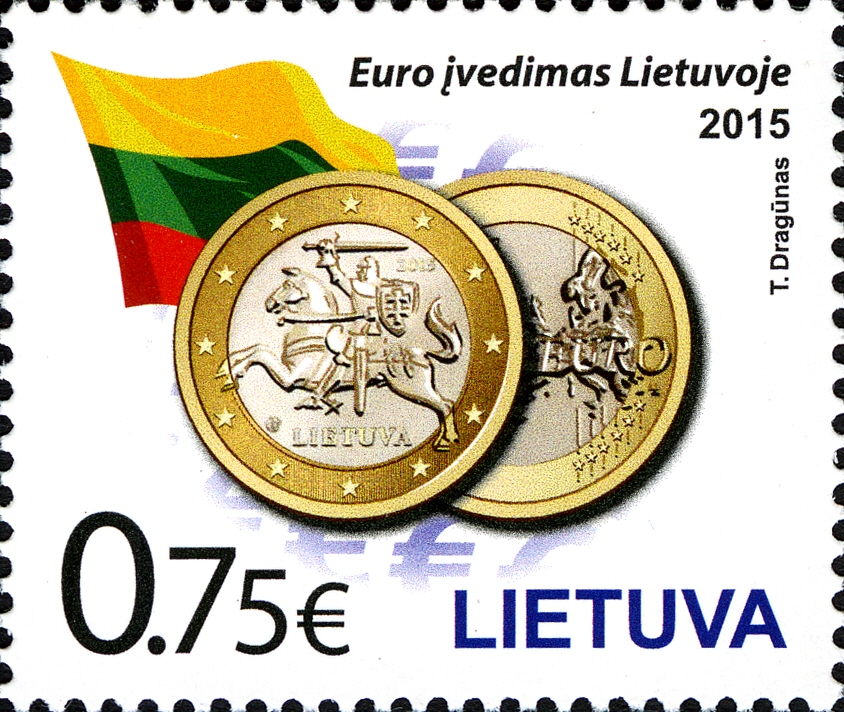
Timbre célébrant l'adhésion de la Lituanie à la zone euro.

Les nouveaux états membres, qui ont rejoint l'UE à partir de 2004, doivent adopter l'euro aussitôt qu'ils rempliront les critères. Pour eux, la monnaie unique faisait partie du paquet sur l'Union européenne". À l’exception du Danemark qui est membre du MCE II, aucune exemption ne leur a été accordée.
Les autres États rejoindront la troisième phase de l'UEM et adopteront l'euro à des rythmes différents : la Bulgarie prévue en 2026, la Pologne, la Roumanie, la Hongrie et la Tchéquie suivront.
Le 16 mai 2006, la Commission européenne recommande que la Slovénie devienne membre de la zone euro qui le devient le 1er janvier 2007. Ensuite Chypre et Malte deviennent membre en 2008, la Slovaquie en 2009, l'Estonie en 2011, la Lettonie en 2014, la Lituanie en 2015 et la Croatie en 2023. La Bulgarie les rejoindra en 2026.
Être membre de l'UEM est considéré comme une étape pour rejoindre la zone euro. La BCE et la Commission européenne produisent des rapports tous les deux ans en analysant les conditions économiques et autres des États membres de l'UE hors de la zone euro, pour connaître leur aptitude à rejoindre la zone. Le premier rapport incluant les dix nouveaux membres fut publié en octobre 2004.
| État     | Objectif         | Entrée dans le MCE II | Institution coordinatrice | Plan de basculement                                   | Période de double circulation | Échange jusqu'à | Double affichage des prix                        | Atelier national de fabrication des monnaies | Dessin des pièces | Volume nécessaire                                 | Loi | Stratégie- de communication |
| -------- | ---------------- | --------------------- | --- | ----------------------------------------------------- | ----------------------------- | --------------- | ------------------------------------------------ | -------------------------------------------- | ----------------- | ------------------------------------------------- | --- | --------------------------- |
| Bulgarie | 1er janvier 2026 | 10 juillet 2020       | | Projet de plan national pour l'introduction de l'euro | 1 mois                        | Indéfiniment    |                                                  | Oui                                          | Oui               |                                                   |     |                             |
| Roumanie | 2029/2030 ?      | 2026 ?                | Groupe de travail inter-institutionnel MoF-NBP                                                                                     |                                                       | 11 mois                       |                 |                                                  | Oui                                          | Non               |                                                   |     |                             |
| Danemark | Aucun            | 1er janvier 1999      | |                                                       |                               |                 |                                                  | Oui                                          | Non               |                                                   |     |                             |
| Pologne  | Aucun            | Non-prévue            | |                                                       |                               |                 |                                                  | Oui                                          | En cours          |                                                   |     |                             |
| Tchéquie | Aucun            | Non-prévue            | | Approuvé le 11 avril 2007                             |                               |                 | 5 mois avant l'adoption 12 mois après l'adoption | Oui                                          | En cours          | 230 millions de billets et 950 millions de pièces |     |                             |
| Hongrie  | Aucun            | Non-prévue            | Les travaux préparatoires sont en cours au sein du ministère des finances et de la Magyar Nemzeti Bank (Banque centrale hongroise) |                                                       | 1 mois                        |                 |                                                  | Oui                                          | Non               |                                                   |     |                             |
| Suède    | 3                | Non-prévue            | |                                                       |                               |                 |                                                  | Oui                                          | Non               |                                                   |     |                             |